# Justin Chon
Justin Jitae Chon (Irvine, Califórnia, 29 de maio de 1981) é um ator e cantor americano de ascendência coreana. Começou a carreira na televisão em 2005, atuando nas séries Jack & Bobby e Taki & Luci. Em 2006, fez, no Disney Channel, o filme Wendy Wu: Homecoming Warrior. Ele também fez uma série no canal Nickelodeon, Just Jordan, em que interpreta o melhor amigo do protagonista. Ficou mais conhecido nos filmes de Crepúsculo.

## Trabalhos
- Jack & Bobby (2005)
- Taki & Luci (2005)
- Altas Loucuras (2006)
- The OC (2006)
- Fleetwood (2006)
- Wendy Wu: Homecoming Warrior (2006)
- Hack (2007)
- Just Jordan (2007)
- Ball’s Out: The Gary Houseman Story (2008)
- Crossing Over (2008)
- Twilight (2008)
- New Moon (2009)
- Eclipse (2010)
- House MD (2011)
- 21 & Over (film)
- Seoul Searching (filme) (2015)
- Drama World (2016)